# كرنول
كرنول هي مدينة وعاصمة منطقة كرنول في الولاية الهندية من ولاية أندرا برديش. اعتبارا من عام تعداد 2011 كانت المدينة الخامسة من حيث عدد السكان في الولاية حيث يبلغ عدد سكانها 460,184.

## المناخ
يظهر الجدول التالي التغييرات المناخية على مدار السنة لكرنول:
| البيانات المناخية لـكرنول                                                | البيانات المناخية لـكرنول | البيانات المناخية لـكرنول | البيانات المناخية لـكرنول | البيانات المناخية لـكرنول | البيانات المناخية لـكرنول | البيانات المناخية لـكرنول | البيانات المناخية لـكرنول | البيانات المناخية لـكرنول | البيانات المناخية لـكرنول | البيانات المناخية لـكرنول | البيانات المناخية لـكرنول | البيانات المناخية لـكرنول | البيانات المناخية لـكرنول |
| الشهر                                                                    | يناير                     | فبراير                    | مارس                      | أبريل                     | مايو                      | يونيو                     | يوليو                     | أغسطس                     | سبتمبر                    | أكتوبر                    | نوفمبر                    | ديسمبر                    | المعدل السنوي             |
| ------------------------------------------------------------------------ | ------------------------- | ------------------------- | ------------------------- | ------------------------- | ------------------------- | ------------------------- | ------------------------- | ------------------------- | ------------------------- | ------------------------- | ------------------------- | ------------------------- | ------------------------- |
| الدرجة القصوى °م (°ف)                                                    | 37.3 (99.1)               | 39.9 (103.8)              | 42.6 (108.7)              | 44.8 (112.6)              | 46.5 (115.7)              | 42 (108)                  | 38.5 (101.3)              | 37.8 (100.0)              | 38.7 (101.7)              | 38.4 (101.1)              | 38.8 (101.8)              | 34.4 (93.9)               | 46.5 (115.7)              |
| متوسط درجة الحرارة الكبرى °م (°ف)                                        | 31.7 (89.1)               | 34.8 (94.6)               | 38.2 (100.8)              | 40.1 (104.2)              | 40.5 (104.9)              | 36.2 (97.2)               | 33.6 (92.5)               | 32.5 (90.5)               | 32.9 (91.2)               | 32.5 (90.5)               | 31.2 (88.2)               | 30.5 (86.9)               | 34.6 (94.3)               |
| متوسط درجة الحرارة الصغرى °م (°ف)                                        | 17.9 (64.2)               | 20.3 (68.5)               | 23.8 (74.8)               | 26.7 (80.1)               | 27.5 (81.5)               | 25.5 (77.9)               | 24.5 (76.1)               | 23.9 (75.0)               | 23.8 (74.8)               | 22.8 (73.0)               | 20.1 (68.2)               | 17.8 (64.0)               | 22.9 (73.2)               |
| أدنى درجة حرارة °م (°ف)                                                  | 8.3 (46.9)                | 11.1 (52.0)               | 12.8 (55.0)               | 15.5 (59.9)               | 19.4 (66.9)               | 17.6 (63.7)               | 19.2 (66.6)               | 19.9 (67.8)               | 17.0 (62.6)               | 13.0 (55.4)               | 9.3 (48.7)                | 6.7 (44.1)                | 6.7 (44.1)                |
| الهطول مم (إنش)                                                          | 4.0 (0.16)                | 2.2 (0.09)                | 9.8 (0.39)                | 26.4 (1.04)               | 50.4 (1.98)               | 93.6 (3.69)               | 121.4 (4.78)              | 143.4 (5.65)              | 145.0 (5.71)              | 114.1 (4.49)              | 23.0 (0.91)               | 3.9 (0.15)                | 737.2 (29.02)             |
| متوسط أيام هطول الأمطار                                                  | 0.3                       | 0.2                       | 0.7                       | 1.6                       | 2.7                       | 5.7                       | 7.6                       | 9.0                       | 7.7                       | 5.2                       | 1.9                       | 0.3                       | 43.0                      |
| المصدر: India Meteorological Department (record high and low up to 2010) |                           |                           |                           |                           |                           |                           |                           |                           |                           |                           |                           |                           |                           |

## أعلام
- أحمد علي خان